# Klaus Kada
Klaus Kada (* 20. Dezember 1940 in Leibnitz) ist ein österreichischer Architekt.

## Leben
Von 1955 bis 1961 besuchte Klaus Kada die Abteilung für Bautechnik an der Höheren Technischen Lehranstalt in Graz und erlangte dort die Matura. Das anschließende Studium der Architektur an der TU Graz schloss Kada 1971 mit dem Diplom ab. Nach Mitarbeit in verschiedenen Architekturbüros in Graz und Düsseldorf ab 1971 gründete Kada 1976 ein Architekturbüro in Leibnitz. Bis 1985 arbeitete er mit Gernot Lauffer als Partner. Eine Dependance in Graz folgte 1988. Mit Gerhard Wittfeld gründete er 1999 in Aachen das Architekturbüro Kadawittfeldarchitektur. 
1992 wurde Kada Präsident von Europan Österreich. Er hatte Gast-Professuren an der Hochschule für Künste Bremen (1991/1992) und an der TU München (1990 bis 1993). Von 1995 bis 2006 war er Universitätsprofessor an der Fakultät für Architektur (Entwerfen von Hochbauten und Gebäudelehre) an der RWTH Aachen. Der Bund Deutscher Architekten verlieh Kada 1996 die Ehrenmitgliedschaft.
Kada wird zu den Vertretern der „Grazer Schule“ gezählt. Er realisierte über 120 Projekte, sowohl Wohnhäuser, als auch Industriebauten und öffentliche Bauten.

## Werke (Auswahl)

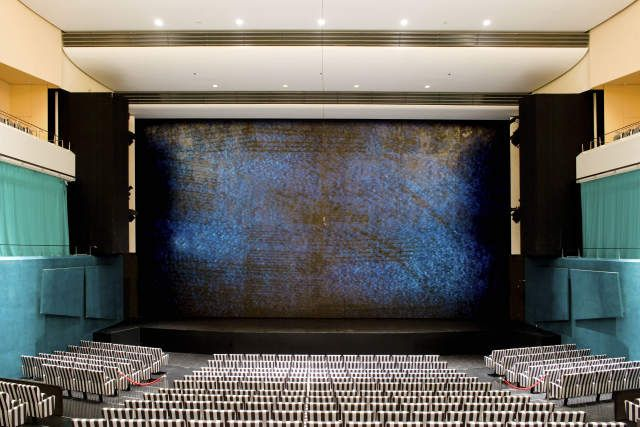
Festspielhaus St. Pölten

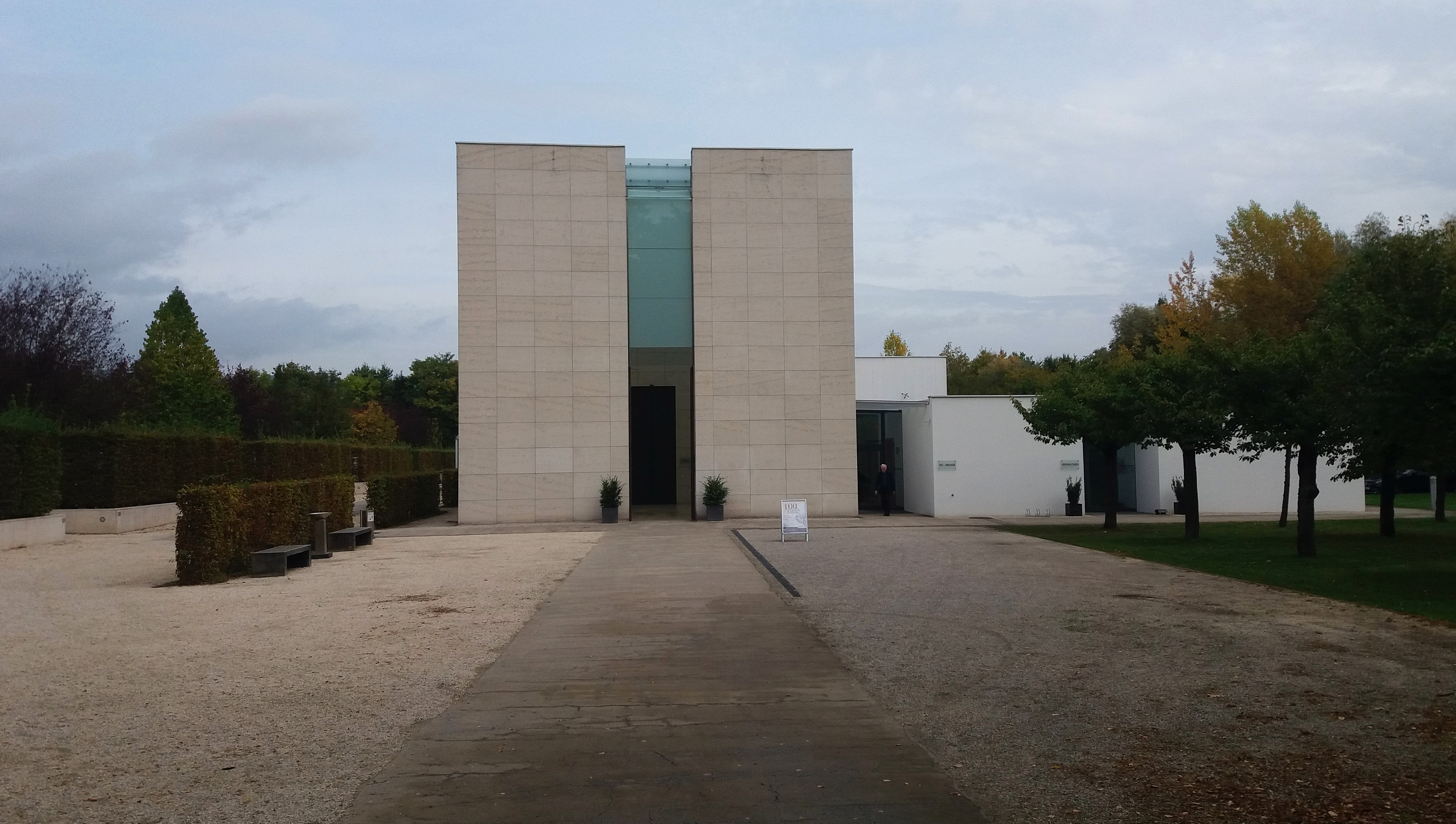
Neubau des Krematoriums Linz

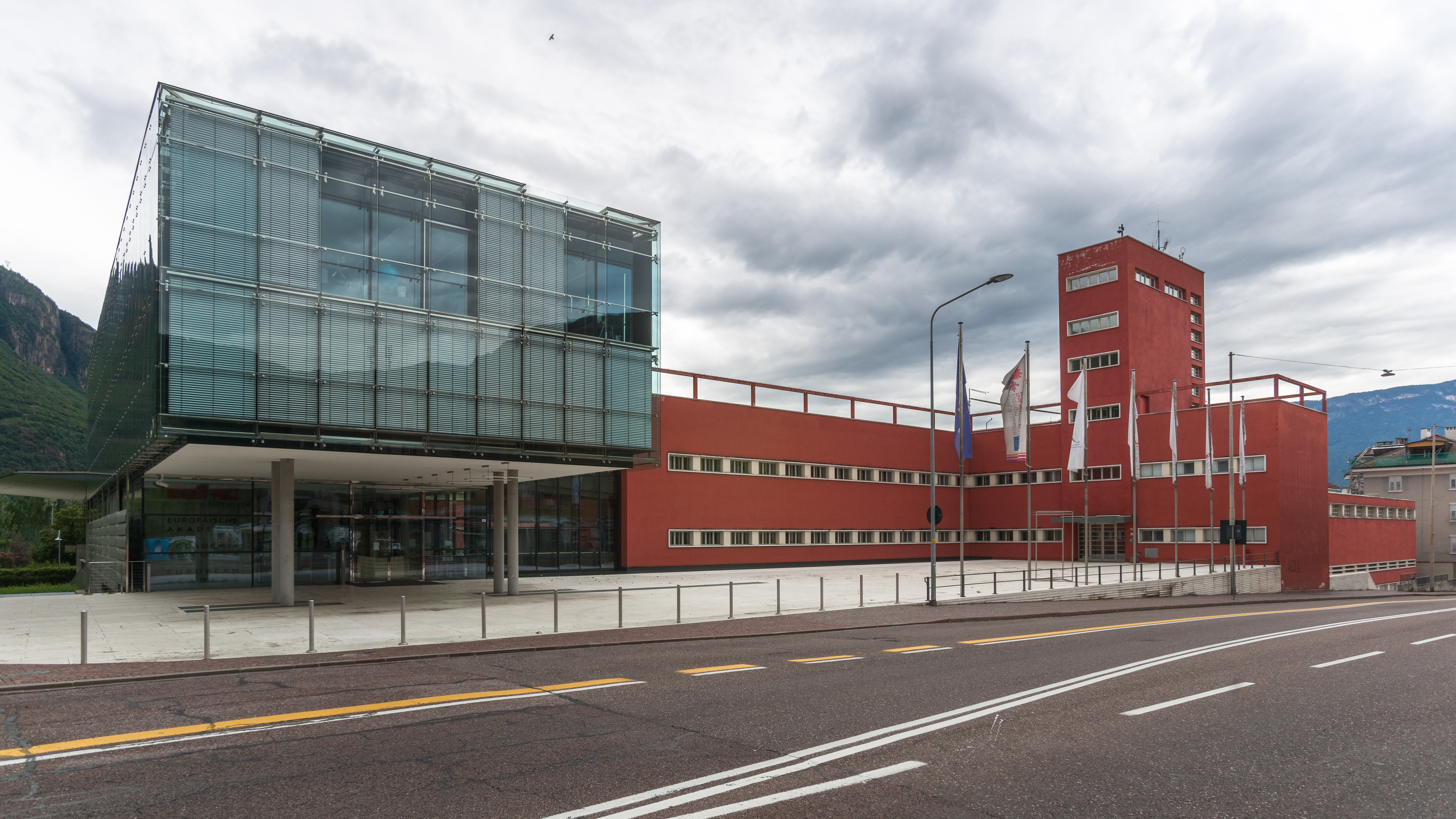
Eurac Research in Bozen

- Geschäfts- und Kulturzentrum Thalia, Graz
- Europäische Akademie Bozen (1995, 1998–2001)[2]
- Festspielhaus St. Pölten (1995–1997)
- Institut für Pflanzenphysiologie, Graz (1996–1998)
- LKH Hartberg (1996–1999)
- Truckterminal Lagermax (1997–1999)
- Umbau Salzburg Hauptbahnhof (1999/2000, Ausführung bis 2014 mit Gerhard Wittfeld)
- Umbau Klagenfurt Hauptbahnhof (2000)
- Krematorium Linz (Neubau 2002–2003)[3]
- Seniorenhaus St. Nikolaus (2001)
- Autohaus Pappas, Salzburg (2001–2006 mit Gerhard Wittfeld)
- Stadthalle Graz (2002)

Mit Kada Wittfeld:
- Kindergarten Thalgau (2002)
- Seniorenheim Thalgau (2002)
- Sonderpädagogisches Zentrum Hallein (2005)
- Fachhochschule und Campus Urstein (2005)
- Seniorenheim Altenmarkt im Pongau (2005–2007)
- Schulzentrum Hauptschule + BORG Mittersill (2006)
- Erweiterung Volksschule Kuchl (2007)
- Museumsgebäude der Keltenwelt am Glauberg (2008)
- Laces, adidas headquater, Herzogenaurach

## Auszeichnungen und Ehrungen
- 1997 Ehrenmitgliedschaft im Bund Deutscher Architekten BDA
- 2002 Architekturpreis des Landes Salzburg für das Altenhaus St. Nikolas
- 2006 Architekturpreis des Landes Salzburg für das Sonderpädagogische Zentrum in Hallein
- 2021 Ehrenzeichen des Landes Steiermark für Wissenschaft, Forschung und Kunst[4]